# اس‌اف اکسپرس
اس‌اف اکسپرس (انگلیسی: SF Express) شرکت لجستیک چینی است، که در سال ۱۹۹۳ توسط ونگ وی تأسیس شد.